# Loudéac
Loudéac (bret. Loudieg, gallo Loudia) – miejscowość i gmina we Francji, w centrum regionu Bretania, na południu departamentu Côtes-d’Armor. Loudéac jest położony w równej odległości od kanału La Manche i zatoki Morbihan.
Według danych na rok 1990 gminę zamieszkiwało 9820 osób, a gęstość zaludnienia wynosiła 122 osoby/km² (wśród 1269 gmin Bretanii Loudéac plasuje się na 31. miejscu pod względem liczby ludności, natomiast pod względem powierzchni na miejscu 10.).

## Położenie
Loudéac jest położony w zwartym terenie leśnym, jednym z największych w departemencie Côtes-d’Armor. Niezdobyte lasy były dawniej schronieniem dla band rabusiów; grały one też rolę podczas drugiej wojny światowej. Walki miejscowego ruchu oporu przeciwko niemieckiemu okupantowi w ciągu lata 1944 pochłonęły wiele ludzkich istnień.

## Galeria

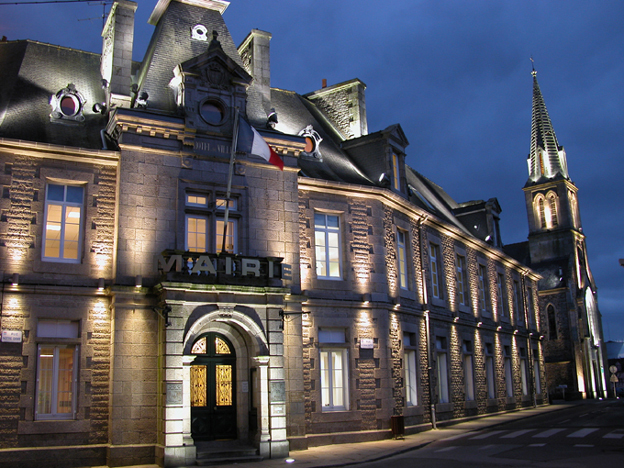
Ratusz (Mairie)
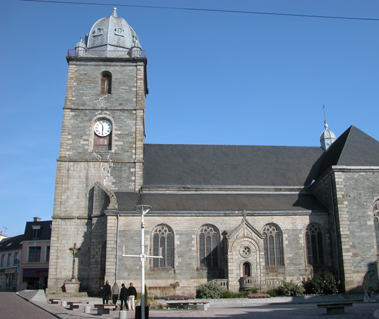
Kościół św. Mikołaja
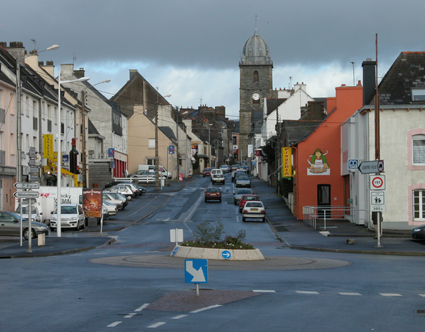
Główna ulica (Rue de Pontivy)
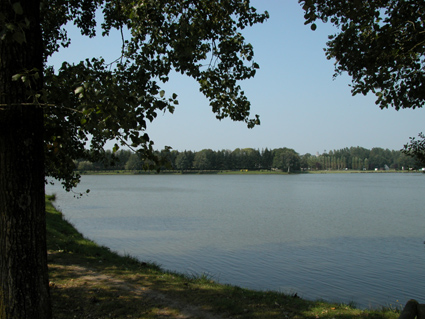
Park „Pont-es-Bigots“

## Gospodarka
Gospodarka Loudéacu dawniej była oparta głównie na rolnictwie. Na początku XX wieku nastąpił szybki rozwój miasta, jako ważnego centrum handlu. W wyniku napływu rzemiosła i przemysłu w ostatnich dekadach XX wieku dokonały się przekształcenia strukturalne. Dominującymi branżami są spółdzielnie rolnicze, transport, przemysł mięsny, produkcja konstrukcji metalowych dla budownictwa, pasz, przynęt wędkarskich oraz pieczywa.

## Osobistości miasta
- Jeanne Malivel, malarka i rzeźbiarka (* 15 kwietnia 1895 w Loudéacu, † 1926 w Rennes). Jako studentka akademii Juillard w Paryżu, odkryła już wcześnie swoją pasję do rysunku. Była doradczynią ruchu Seiz Breur (bret. siedmiu braci), w którym gromadzili się w latach 20. mieszkający w Paryżu bretońscy artyści, sama także tworzyła dzieła w szkle, ceramice, porcelanie oraz akwarele.
- Henri Gasse (* 23 kwietnia 1907), lekarz
- Marylise Lebranchu (* 25 kwietnia 1947 w Loudéacu), polityk, francuska minister sprawiedliwości 2000-2002
- Helmut Schnierle, Büdingen – honorowy obywatel

## Celtycka tradycja
Od kilku dziesięcioleci język galijski (bretoński) przeżywa swój ponowny rozkwit, lecz jest on zrozumiały dla mniejszej części z 850.000 ludzi żyjących na wybrzeżu kanału, w Poitou i od Fougères do Mur de Bretagne. Region Loudéac wspiera galijską kulturę we wszystkich jej formach i tradycjach. Grupa wokalna z Loudéacu Les Chantous de Loudia pielęgnuje od ponad 30 lat ustny przekaz tej celtyckiej tradycji. W historycznych kostiumach i z typowymi tańcami dla regionu Pays de Loudia, regularnie występuje lokalna grupa tańca ludowego Le Cercle Celtic (Celtycki krąg) w czasie festynów i imprez regionalnych, organizuje też popularne kursy tańca. W La Chèze i okolicy odbywa się corocznie duży i popularny festiwal muzyki i piosenki.

## Atrakcje turystyczne
Poza miastem przy drodze w kierunku Rennes leży 16-hektarowy miejski park wypoczynkowy „Pont-es-Bigots”, którego połowę zajmuje jezioro, a poza tym znajduje się tam 2-gwiazdkowy camping oraz urządzenia sportowe takie jak korty tenisowe, boisko do siatkówki, bulodrom, plac zabaw dla dzieci, pole ćwiczebne do golfa i inne. W największym sezonie odbywają się tam liczne imprezy jak obozy wakacyjne, sporty wodne, konkursy wędkarskie i kursy wędkarstwa muchowego.
Duży las Brocéliande pokrywa większą część dzisiejszej Bretanii. Las został w 1987 r. poważnie zniszczony przez huragan. Jego powierzchnia wynosi 2500 hektarów, z czego 1300 hektarów to las miejski. Las rozciąga się na sąsiednie gminy La Motte i La Prénessaye. Podczas sezonu jest on też udostępniony turystom dzięki założonej dookoła ścieżce botanicznej Jezioro „14 sous” oraz poprowadzonym ścieżkom tematycznym.
Dawna linia kolejowa (Réseau Breton), łącząca wcześniej Carhaix z La Brohinière, podąża z biegiem małej rzeki Lié i jest wykorzystywana jako droga dla turystów pieszych, konnych i rowerzystów.
W latach 1824–1832 powstał kanał z Nantes do Brestu, którego plany powstały już w 1769 roku. Prace wstępne zakończono na wzgórzu Hilvern (125 m n.p.m.). Aby można było osiągnąć doliny rzek Oust i Blavet, budowniczy byli zmuszeni przez tę naturalną przeszkodę do wybudowania przepustu w najwyższym punkcie, w celu zachowania dodatkowej wody dla obu dolin. Stworzony z tego powodu strumień Hilvern o długości 64 km (47 km w departamencie Côtes-d’Armor i 17 km w departamencie Morbihan) i spadku 3 cm na 100 m jest jedyny w swoim rodzaju we Francji.
Kościół St. Nicolas był budowany od 1758 r. w ciągu 45 lat w większej części przez budowniczego Jeana Gueno du Chesne na podstawie planów architekta Bécheta des Ormeaux z Rennes i zastąpił wcześniejszy kościół stojący na tym miejscu. Zespół budowli jest scharakteryzowany przez ducha „zwycięskich kościołów”, wysoka trzypiętrowa wieża dominuje nad okolicą Loudéacu. Została ona zbudowana w latach 1733-1746 jeszcze przed nowym kościołem i jest częściowo oparta na ruinach zamku Oliviera V. de Clisson, którego szczątki jeszcze dziś są widoczne w La Chèze. Wieża była wykorzystywana podczas II wojny światowej przez niemieckie wojsko jako punkt obserwacyjny. Liczne napisy na oblicówce świadczą o tym jeszcze dzisiaj.
Do bogatego wyposażenia kościoła należą: figura Madonny z Dziecięciem (Vierge couronnée à l’enfant), która jest jednym z rzadkich przykładów normańskiego wpływu na sztukę Bretanii, liczne figury świętych, okno kościoła z XVIII wieku i – jako przykład sztuki ludowej – chorągiew kościelna, która była wcześniej noszona w czasie procesji. Chór i ołtarze (w tym uwieńczony baldachimem ołtarz główny z drewna i marmuru) były tworzone od 1763 r. przez Yves’a Corlay, rzeźbiarza z Châtelaudren, a po jego śmierci zostały dokończone przez jego zięcia Juliena Heurtault do 1778 r. Organy z 1854 r. zostały objęte ochroną konserwatorską w 1988 r.
Otwarte wiosną 1989 r. centrum kongresowe i kulturalne Loudéacu jest utrzymane w stylu architektury klasycznej. Toczy się tam życie miejscowych stowarzyszeń, odbywają się tam lokalne imprezy kulturalne zarówno jak imprezy regionalne, seminaria oraz walne zebrania przedsiębiorstw na płaszczyźnie narodowej i międzynarodowej. Sala jest wyposażona w 815 miejsc siedzących, z czego 620 można ukryć w podłodze. Garderoby i poczekalnie dla artystów obejmują powierzchnię 230 m². Urządzona w górnej części reżysernia kontroluje nagłośnienie, oświetlenie i projekcję obrazów.
Biblioteka miejska oferuje mieszkańcom Loudéacu między innymi mnóstwo do czytania i możliwość regularnych spotkań, też we współpracy ze szkołami. 2000 czytelników z Loudéacu i okolicy jak również duży krąg uczniów zalicza się do stałych klientów biblioteki. Mają do dyspozycji 30 000 pozycji dostępnych na komputerach.

## Imprezy
Corocznie w 2. niedzielę sierpnia zjawia się w Loudéacu ponad 200 zaprzęgniętych lub niezaprzęgniętych koni roboczych, żeby obchodzić Święto Koni. Pokazywane są wyjazdy, ale też udział koni zimnokrwistych w pracy i żniwach, jak również stara sztuka rzemiosła. Ta jedyna w swoim rodzaju impreza w Bretanii corocznie przyciąga tysiące widzów.
Widowiska pasyjne, religijny teatr ludowy, zostały powołane do życia przez Vikara Robina, który działał w Loudéacu od 1898 do 1941, i wystawiono je po raz pierwszy 29 marca 1914. 250 honorowych pomocników, w tym 130 aktorów, odgrywa drogę krzyżową, śmierć i zmartwychwstanie Chrystusa w dziewięciu aktach i z sześcioma tablicami z obrazami w myśl średniowiecznej tradycji. W ciągu czterech niedzieli Wielkanocy scenografia i dekoracje centrum kongresowego i kulturalnego zmieniają się w rekonstrukcję Jerozolimy. Od pierwszego przedstawienia ponad 300 000 widzów brało udział w tym bretońskim wydarzeniu kulturalnym.
Założony w roku 1879 Związek wyścigów konnych organizuje corocznie między marcem i majem pięć gonitw. Najważniejszy wyścig, w którym biorą udział jeźdźcy z całej zachodniej Francji, odbywa się w Wielkanoc i Poniedziałek Wielkanocny.
Targi handlu i rzemiosła w Loudéacu przeprowadzono po raz pierwszy w maju 1990 na terenie hipodromu (Hippodrome de Calouët) i odtąd odbywają się co dwa lata. Termin początkowo ustalony na maj został przeniesiony na październik z przyczyn organizacyjnych.

## Miasta partnerskie
- Büdingen – Niemcy